# Herculano de Porto
Santo Herculano de Porto (f. ca. 180 em Portus Romae) foi um mártir e santo cristão.
Sobre Herculano pouco se conhece. Velhos martirológios citam um Taurinus como companheiro. O martírio provavelmente ocorreu em Portus Romae (Porto) próximo a Óstia, contudo conjetura o bolandista Stilting, que Herculano na verdade teria sido executado juntamente ao Santo Censurino em Óstia e somente sepultado em Portus Romae.
O dia consagrado a Santo Herculano de Porto é 5 de setembro.